# 横須賀補給センター

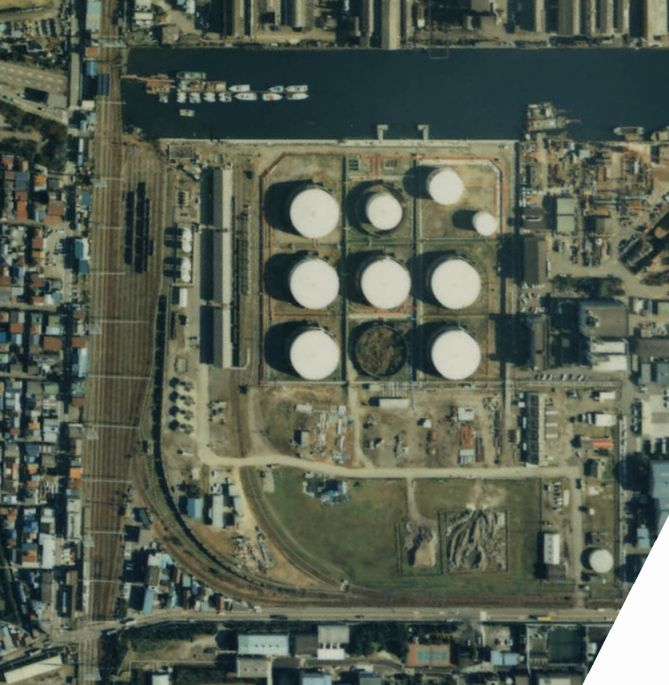
横須賀補給センターが管理する鶴見貯油施設の一部（出典：「国土画像情報（カラー空中写真）国土交通省」）

横須賀補給センター（よこすかほきゅうセンター、U.S. Fleet and Industrial Supply Center Yokosuka）は、アメリカ海軍（米海軍）の兵站機関・施設である米海軍補給センター（FISC）の一つ。当センターは、米海軍にとって西太平洋最大の補給機関・施設である。

## 呼称について
英文の正式名称は U.S. Fleet and Industrial Supply Center Yokosuka であるが、略称としては、FISC Yokosuka または FISCY が用いられる。FISCの日本語名称には定訳があるとはいえず、「横須賀艦隊産業補給センター」「横須賀海軍補給センター」などさまざまな訳があるが、当の米海軍では「横須賀補給センター」を用いている。

## 役割
米海軍の機関として、日本にある米海軍の貯油施設などを管理し、米軍に補給活動を行なう。海軍に所属する機関ではあるが、補給する対象は海軍のみにとどまらず在日米軍すべての需要に対応するとされている。

## おもな施設
FISCYは、沖縄県以外の日本列島各地にある米海軍の6つの貯油施設およびドックなどを管理・運用している。

### 神奈川県横須賀市・横浜市
- FAC3090 吾妻倉庫地区（吾妻貯油施設 Azuma POL Depot、横須賀市）；FISCYの本部があり、鶴見とともに米軍最大級の貯油施設を形成している。
- FAC3144 鶴見貯油施設（Tsurumi POL Depot、横浜市鶴見区）；米空軍横田飛行場や厚木海軍飛行場に燃料を供給する。
- FAC3067 横浜ノース・ドック（Yokohama No Dock、横浜市神奈川区）；米陸軍が管理。FISCも燃料輸送に使用する。

### 青森県八戸市ほか
- FAC2006 八戸貯油施設（Hachinohe POL Depot; Hachinohe Fuel Terminal；八戸市ほか）；米空軍三沢飛行場に燃料を供給している。

### 長崎県佐世保市・西海市
横須賀補給センター佐世保分遣隊または佐世保支所（FISC detachment in Sasebo）は、米海軍佐世保地区に事務所を置く。佐世保艦隊基地隊（CFAS）から人員・施設などさまざまな支援を受けながら、以下の3つの貯油施設を管理・運用している。
- FAC5032 赤崎貯油所（Akasaki POL Depot、佐世保市）
- FAC5036 庵崎貯油所（Iorizaki POL Depot、佐世保市）
- FAC5039 横瀬貯油所（Yokose POL Depot、西海市）

### 返還された施設
- FAC3113 小柴貯油施設（Koshiba POL Depot、横浜市金沢区）；2005年12月14日に返還された。